# Травкина, Людмила Фёдоровна
Людми́ла Фё́доровна Тра́вкина (род. 9 сентября 1952, Тюкалинск, Омская область, РСФСР, СССР) ― советская российская певица, Заслуженная артистка РСФСР (1991), Народная артистка Российской Федерации (2007). Солистка Северского музыкального театра.

## Биография
Родилась 9 сентября 1952 года в городе Тюкалинск Омской области, РСФСР. 
Завершив учёбу в средней школе поступила в Омское музыкальное училище имени Виссариона Шебалина, которое окончила в 1974 году.
Карьеру певицы Травкина начала в 1972 году в Омском театре музыкальной комедии в качестве артистки хора, затем солистки-вокалистки. В 1976 году начала служение в Северском музыкальном театре.
Представляла город Северск и Томскую область на многих творческих мероприятиях, презентациях, гала-концертах в Москве.
Неоднократно была победителем областного театрального конкурса «Маска». В 2000 году в областном конкурсе «Человек года» Людмила Травкина признана лучшей в номинации «Актер года».
Певица выступала с такими коллективами, как Томским академическим симфоническим оркестром под руководством дирижёров Линь-Тао (Китай), Б. Давидова (Польша), В. Левита (Израиль), с Новосибирским академическим симфоническим оркестром. Она постоянно работает с оркестром русских народных инструментов «Сюрприз» Северска и джаз-оркестром Томского государственного университета «ТГУ-62» под руководством Аркадия Ратнера. Блестяще исполнила «Реквием» Моцарта с Московским государственным академическим хором имени Свешникова.
Член творческой коллегии Северского музыкального театра, член Коллегии Департамента по культуре Томской области. Многие годы являлась членом жюри Всероссийского, а затем и Международного конкурса «Романсиада».
За большой вклад в развитие российского искусства в 1991 году  Людмиле Фёдоровне Травкиной присвоено почётное звание «Заслуженный артист РСФСР», а в 2007 году удостоена звания «Народный артист Российской Федерации». Также решением Думы ЗАТО Северск от  21 мая 2009 года ей присвоено звание «Почетный гражданин ЗАТО Северск».
13 сентября 2020 года Травкина избрана депутатом Думы ЗАТО Северск четвертого созыва по единому избирательному округу от местного отделения ЗАТО Северск партии «Единая Россия».

## Театральные роли
- Виолетта («Травиата» Д. Верди)
- Стасси («Сильва» И. Кальмана)
- Сильва («Королева чардаша» И. Кальмана)
- Мариэтта и Одетта («Баядера» И. Кальмана))
- Чио-Чио-Сан («Мадам Баттерфляй» Д. Пуччини)
- Розалинда и Адель («Летучая мышь» И. Штрауса)
- Лиза и графиня Марица («Марица» И. Кальмана))
- Теодора и Мабель («Мистер Икс» И. Кальмана))
- Татьяна («Евгений Онегин» П. Чайковского)
- Донна Анна («Дон Жуан» Моцарта)
- Ганна Главари («Веселая вдова Ф. Легара)
- Джудитта («Джудитта» Ф. Легара)
- Ануш («Проделки Ханумы» Г. Канчели)
- Танголита («Бал в Савойе» П. Абрахама)
- Проня Прокоповна («За двумя зайцами»)